# Frederick Coombs
Pour les articles homonymes, voir Coombs.
Frederick Coombs (parfois Willie Coombs et aussi connu comme George Washington II), (Londres[réf. nécessaire], 1803 - New York, 9 avril 1874), est un excentrique et photographe américain.

## Biographie
Coombs est un excentrique qui a vécu à Sans Francisco et se prenait pour George Washington. Il était un excellent daguerréotypiste.

## Galerie

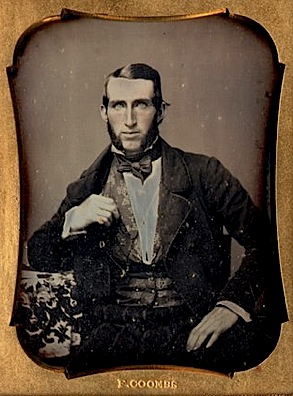
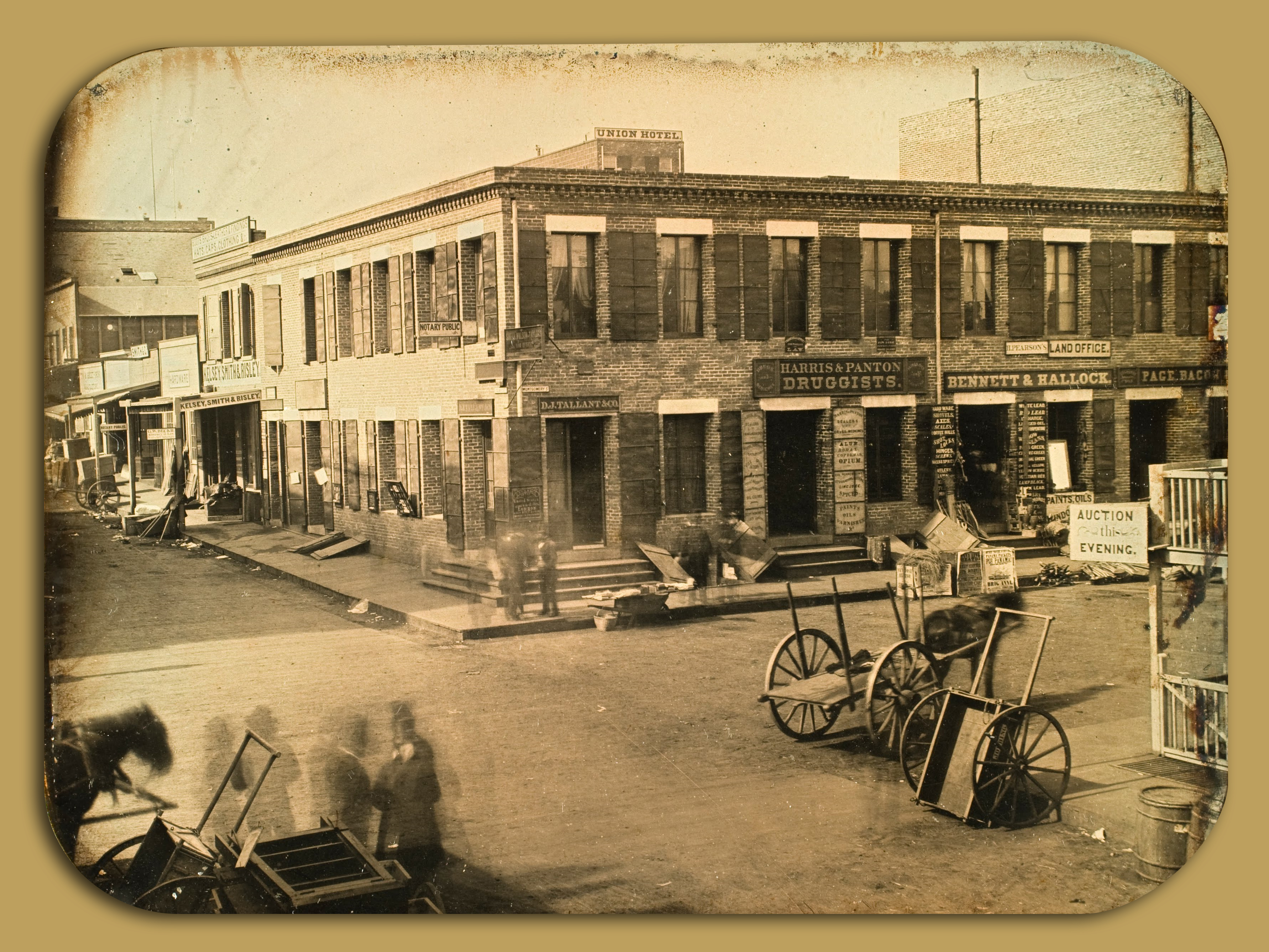
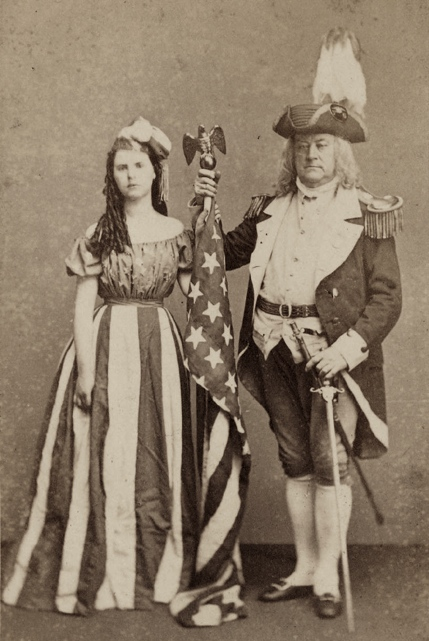